# Claremont
Claremont je univerzitní město v Los Angeles County, je asi 45 km východně od Downtown Los Angeles na úpatí San Gabriel Mountains (pohoří San Gabriel). Roku 2008 byla jeho populace 37 242 obyvatel. Claremont je známý pro svých 7 vysokých institucí, stromy lemované silnice a historické budovy. V roce 2007 ho časopis CNN/Money magazine označil jako páté nejlepší místo k bydlení v USA a první v Kalifornii. Kvůli vysokému počtu stromů a obyvatel s doktorátem je město známo jako "Město stromů a Filozofie". Město je převážně obytné s obchodním zaměřením okolo The Village (centrum města) kde jsou malé obchody, butiky, umělecké galerie, kanceláře, a restaurace západně přiléhající k The Claremont Colleges. The Village expandovala v roce 2007 přidáním multifunkčním zařízením, které obsahuje kino, museum umění, a butikový hotel, místa pro maloobchody, kanceláře, a parkovací místa na místě starých citrusových plantážích západně od Indian Hill Boulevard. Velké stromy a stínem pokryté ulice, staré rezidentální oblasti, a Claremont Colleges jsou umístěny jižně od Foothill Boulevard a Baseline Road. Několik vysokých škol je označováno jako jedny z nejlepších ve státě. Na tyto školy se hlásí studenti z celého světa.

## Geografie
Město má celkovou velikost 34.8 km2. 34.0 km2 z toho je pevnina a 0.7 km2 voda. Claremont leží na východní straně Los Angeles County a je přilehlé k městům Upland, Pomona, La Verne, a Montclair a San Bernardino County. Claremont je přibližně 39 km východně od Pasadeny a 48 km východně od Los Angeles.

## Klima
Nejteplejší měsíce jsou červenec a srpen, naopak nejchladnější měsíc je prosinec.